# 阿布绪尔托斯
阿布绪尔托斯（Absyrtus），希腊神话的人物。美狄亚之弟，科爾基斯的王子。在金羊毛被盗之后，他奉父亲埃厄忒斯之命追赶阿耳戈号，但为美狄亚和伊阿宋杀害。